# 平成28年の大雪
本記事では、2016年（平成28年）1月に日本で発生した雪害（豪雪）について述べる。名称は定められていないが、平成28年1月集中豪雪（へいせい28ねん1がつしゅうちゅうごうせつ）などと呼ばれる。

## 気象状況
1月17日から18日にかけて、日本の南を南岸低気圧が東へ進み、関東甲信を中心に大雪となった。19日から20日には強い冬型の気圧配置のために日本海側を中心に大雪となり、太平洋側の平地でも雪の積もったところがあった。
23日から25日には再び強い冬型の気圧配置となって日本海側を中心に大雪となった。新潟県の国道8号長岡市中之島観測所では1月24日から25日にかけて、最大24時間降雪量が観測史上最大の75cmを記録。また長岡市のアメダス長岡でも1月24日に最大日降雪量が69cmと観測史上4位を記録した。また九州や太平洋側でも大雪となったところがあり、長崎市で観測史上最大の積雪17cmを観測した。
東日本から南西諸島の気温は1月前半には平年より高かったが、1月25日前後には大陸から流れ込んだ寒気の影響で記録的な低温となり、74地点で最低気温の記録を更新した。九州では24日、日中の気温が大変低く推移し、佐賀市、長崎市で真冬日を記録。25日朝には放射冷却現象も加わって九州各地で大変強い冷え込みとなり、鹿児島県伊佐市大口で観測史上最低の-15.2度を観測したほか、戦前から観測が行われている気象官署の熊本県人吉市で観測史上最低の-9.8度、1890年から観測が続けられてる佐賀市で観測史上2番目の-6.6度、鹿児島市で1977年以来39年ぶりの-5.3℃、福岡市で1981年以来35年ぶりの-4.0℃など、都市部の観測期間の長い地点を含め各地で数十年ぶりから史上最低の顕著な低温となった。また24日、南西諸島各地の観測点では極めて稀な降雪が確認され、24日午後に奄美大島で115年ぶり、久米島で39年ぶり、沖縄本島の名護で観測史上初の初雪を観測した。
最深積雪
- 新潟県長岡市 - 95 cm（1月25日）
- 山梨県河口湖 - 40 cm（1月18日）
- 山口市 - 11 cm（1月24日）
- 長崎市 - 17 cm（1月24日、観測史上最大）
- 鹿児島市 - 14 cm（1月24日、5年ぶり）

## 影響

### 中越大渋滞
先述のように観測史上最大の降雪があった新潟県長岡市から見附市にかけての国道8号沿線では1月24日夜から26日までスタック（移動不能・立ち往生）車両が多発し、2日間にわたって大規模な交通障害が発生した。17時間以上車内に閉じ込められた人もおり、報道や道路管理者の間では「中越大渋滞」または「長岡大渋滞」と呼ばれている。
交通障害が大規模・長時間となった要因としては、並行する関越自動車道や北陸自動車道が長時間通行止めとなったため交通量が過度に国道8号に集中したことが指摘されている。

### その他の影響
厳しい冷え込みにより九州各地で水道管破裂が多発し福岡県大牟田市などで大規模な断水となるなど、寒波が去ったあとも数週間に渡って影響が続いた。
あまりの悪環境に事故が多発し、負傷者が発生、死者もでることとなった。
1月24日に実施された社会福祉士・精神保健福祉士・介護福祉士の国家試験では雪の影響で交通機関に乱れが起こり、長崎県・鹿児島県の複数の試験会場で試験の開始時間を最長１時間遅らせる等の影響が出た。